# Pannello in legno composito
Il pannello in legno composito è un materiale utilizzato in edilizia e nell'arredamento, per esterni.
È realizzato unendo al legno naturale altri materiali, e può concretizzarsi nelle tipologie:
- Pannello di legno massiccio
- Listellare
- Compensato
- LVL
- Parallam
- Pannello di particelle
- Pannello di fibre

## Ragioni economiche
Tale materiale è stato creato per ridurre l'utilizzo del legno: ciò in quanto è cresciuta nell'opinione pubblica una sensibilità verso tali politiche ambientali, da parte delle persone, oltre che per razionalizzare l'utilizzo delle risorse.
Negli ultimi anni il settore delle costruzioni ha conosciuto una  nuova fase di forte   crescita, trainato dalla domanda di  nuove costruzioni.
In riferimento alla normativa vigente sul risparmio energetico tutti i prodotti rientrano nella categorie per cui è possibile richiedere la detrazione fiscale prevista dalla recente normativa.  
Il mutamento delle modalità di progettazione, costruzione, ristrutturazione e demolizione dell'ambiente costruito può consentire un notevole miglioramento delle prestazioni ambientali e dei risultati economici delle città, nonché della qualità della vita dei cittadino; è possibile ottenere edifici più sani e naturali e creare ambienti di alta qualità entro una logica di risparmio di risorse sia materiali che energetiche attraverso una maggior accortezza in fase progettuale nella scelta dell'impiantistica, dei materiali e delle modalità costruttive eco-compatibili.